# Смерть Хэлпина Фрейзера
«Смерть Хэлпина Фрейзера» — рассказ ужасов из сборника «Может ли это быть?» (1893), написанный Амброзом Бирсом. Одно из первых литературных произведений, рассказывающих о бродячих мертвецах. 

## Персонажи
- Хэлпин Фрейзер — моряк, главный герой рассказа.
- Кэтрин Фрейзер — мать Хэлпина.
- Холкер — помощник шерифа округа Напа.
- Джералсон — частный детектив из Сан-Франциско.
- Брэнском (Лярю) — беглый преступник, убийца.

## Сюжет
…ибо смерть неизмеримо больше преобразует нас, чем мы то наблюдаем в явном виде. Обыкновенно нам предстает душа, порою облеченная в плоть (то есть в те телесные формы, в которых она ранее пребывала), но случается, что и тело, лишенное души, сходит в мир. Тому подтверждением суть многие истории, запечатлевшие восставших мертвецов, лишенных естественных чувств и памяти, но горящих единственно злобой. Известно к тому же, что некоторые души, с присущей им святостью периода земной жизни, смертью обращаются в сосуды дьявольские.

Хэлпин Фрейзер, заблудившийся на охоте в лесу калифорнийского округа Напа, ложится спать под открытым небом. Посреди ночи он просыпается и произносит имя и фамилию незнакомой ему женщины — Кэтрин Лярю. Далее он снова засыпает и видит странный сон. В этом сне он бредёт в сумерках по проезжему тракту. Вскоре дорога разветвляется и Хэлпин, повинуясь некоему противоречивому чувству страха и раскаяния за что-то в своём прошлом, ступает на сумрачную тропу, ведущую в лес, по которой давно никто не ходил. Он чувствует неведомую опасность, подстерегающую его на этой губительной тропе, но продолжает идти. По всему пути следования Хэлпин ощущает присутствие неких невидимых существ, скрывающихся за деревьями и скорбным шёпотом переговаривающихся между собой. Каким-то образом он понимает, что эти существа говорят о нём и том, что его ожидает нечто ужасное в конце пути. Хэлпин ощущает горькое чувство вины за какое-то ужасное преступление, суть которого он никак не может вспомнить. Ночной лес освещён таинственным призрачным сиянием, скрадывающим тени. Вскоре он замечает, что на листьях растений, в колее дороги и в лужах разлита тёмная кровь, словно от выпавшей кровавой росы. 

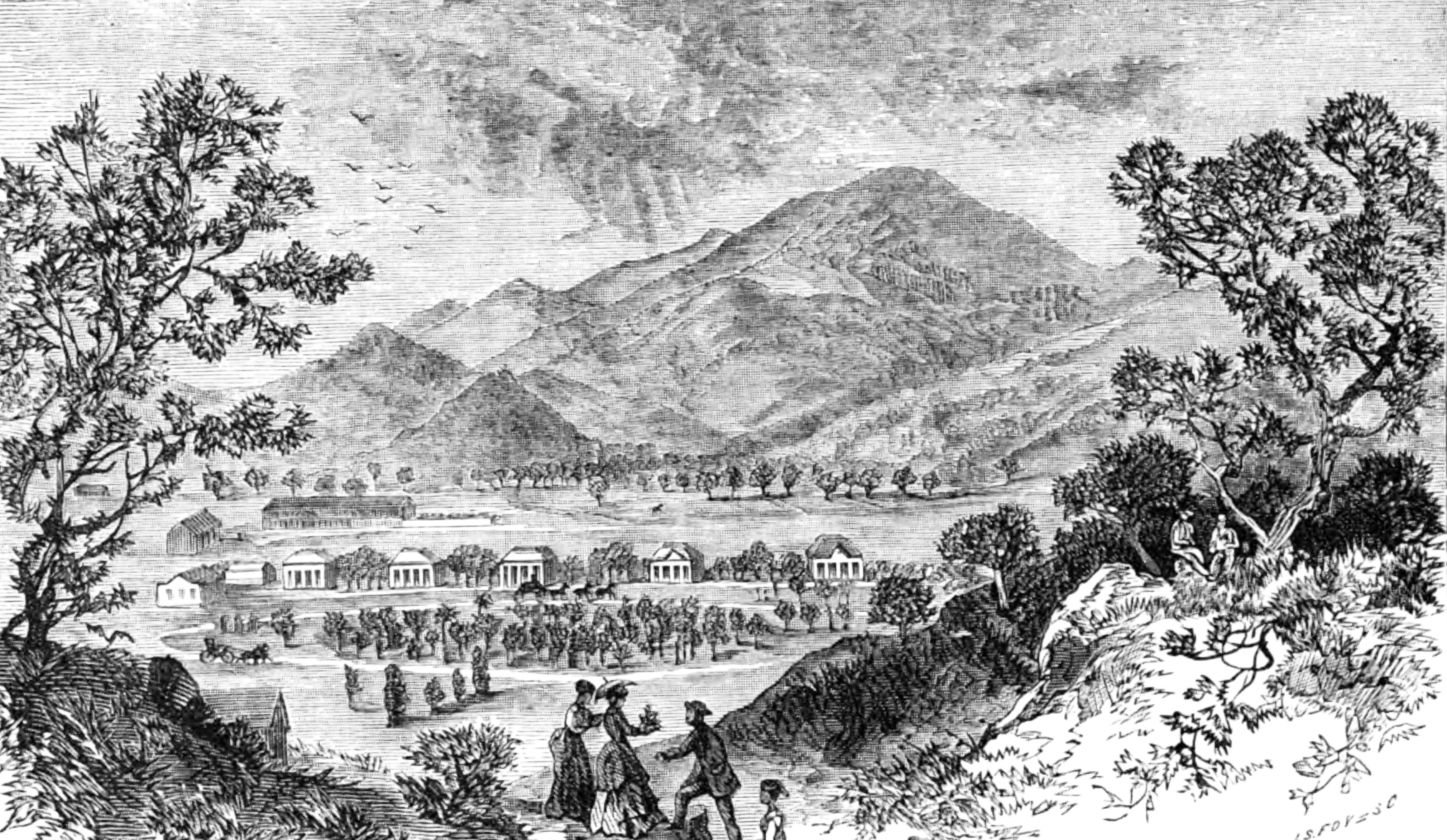
Гора Святой Елены в 1873 году

Предчувствуя приближение собственной смерти, Хэлпин Фрейзер решает оставить предсмертное послание, причём стихотворное. Бумага у него имеется, но карандаша нет и он использует то, что оказывается под рукой — соломинку, которую обмакивает в лужицу крови, разлитую по всему лесу. Это был первый и последний стихотворный опыт в его жизни. Во время написания текста, до Фрейзера откуда-то издали доносится чей-то безумный смех, переходящий в вопль запредельной ненависти. Хэлпин понимает, что этот жуткий хохот принадлежит его убийце, а лес, куда зашёл он — рекреация обитания этого неизвестного существа. Тот кто смеялся, постепенно приближается к нему и, хотя смех вскоре затих, Фрейзер явственно ощущал близкое присутствие неведомого могущественного противника. Он лихорадочно продолжал писать своё послание, пока перед ним не возникла фигура его матери, которая выглядела как покойница, облачённая в саван.
Далее в рассказе описывается предыдущая жизнь Хэлпина, сцена из его юных лет, когда он жил с состоятельными родителями в Нэшвилле, штат Теннесси. C матерью, которая сама была достаточно юной и легкомысленной особой, у них были приятельские и крайне доверительные отношения, близкие даже к интимным. Хэлпин был избалованным и романтичным подростком, который не знал ни в чём отказа у матери, при полном равнодушии к их жизни со стороны отца-политика. Между делом упоминается некий предок Хэлпина по материнской линии — Майрон Бэйн, стихотворец колониальной эпохи, черты характера которого, вероятно, передались юному Фрейзеру.
Однажды Хэлпин, уже закончивший юридический колледж и устроившийся клерком в адвокатскую кантору, решил съездить по делам клиента в Калифорнию, о чём уведомил мать в весьма фамильярном тоне, как у них было принято в обращении. Кэтрин не хотела его отпускать и рассказала сон, виденный накануне. В этом сне она видела своего деда Майрона, который указывал на портрет Хэлпина, висевший на стене. На портрете он был изображен с покрытым тканью лицом, как у усопшего, а на шее она заметила отметины от пальцев, словно от удушения. Хэлпин пожал плечами и отправился в поездку. Больше он своей матери живой не видел.
В Сан-Франциско легкомысленный клерк был насильственно завербован матросом на океанскую шхуну. В плавании корабль Хэлпина терпит крушение у берегов необитаемого острова в Тихом океане. На этом острове он, вместе с другими матросами, проводит шесть лет, после чего вновь попадает в Сан-Франциско на другой торговой шхуне, случайно приставшей к острову. По прибытии в Калифорнию, он временно поселяется в небольшом городке Сент-Хелена. Чтобы занять досуг, в ожидании вестей и денег из дома, Хэлпин Фрейзер решает сходить на охоту в местные леса.
В этом месте рассказ снова возвращает своё повествование в сомнамбулическое переживание Фрейзера в призрачном лесу. Мёртвое существо, похожее на его мать, в смертельной ярости бросается на героя и пытается задушить. В его странном сне происходит отчаянная борьба, в результате которой Хэлпин Фрейзер погибает.
Далее сюжет перескакивает на историю о двух охотниках за головами, устраивающих засаду на беглого преступника, вблизи сельского кладбища. По пути к месту назначения, детектив Джералсон рассказывает помощнику местного шерифа о некоем Брэнскоме, беглом преступнике, убившем свою жене и с тех пор укрывающемуся от правосудия на кладбище, в Белой Часовне. Джералсон вычислил его местонахождение и предложил помощнику шерифа Холкеру, изловить убийцу — за него была объявлена награда в пятьсот долларов. По ночам преступник приходит на могилу своей жены. Во время беседы двух полицейских вскрываются подробности, касающиеся прошлого убитой женщины. Жена Брэнскома была легкомысленной вдовой, приехавшей в Калифорнию в поисках каких-то родственников. Здесь она повстречалась с Брэнскомом, настоящая фамилия которого была иной, и необдуманно вышла за него замуж. Брэнском отличался грубыми манерами, неуравновешенностью и большой физической силой.
Обследуя кладбище, полицейские обнаруживают возле одной из могил труп Хэлпина Фрейзера и следы борьбы. Шея трупа была вывернута в неестественном положении и имела глубокие гематомы от рук убийцы. Тут же они находят стихотворное послание, которое Фрейзер писал в своём якобы сне. В стихотворении в аллегорической форме описываются события последних минут жизни погибшего. Выясняется, что Хэлпин принял смерть на могиле жены Брэнскома, то есть, на могиле собственной матери.
В качестве финальной сцены в рассказе Амброза Бирса «Смерть Хэлпина Фрейзера» из кладбищенского тумана доносится удаляющийся жуткий, безумный, нечеловеческий хохот, который слышал главный герой в своем последнем сне.

## Влияние в массовой культуре
Рассказ Амброза Бирса оказал значительное влияние на развитие поджанра ужасов о неупокоенных мертвецах, потерявших душу. Общий антураж «Смерти Хэлпина Фрейзера» напоминает фильм Джорджа Ромеро «Ночь живых мертвецов». Кроме того, считается[кем?], что описанное в рассказе существо является личем — могущественной нежитью, получившем дальнейшее развитие в фэнтезийных сеттингах Dungeons & Dragons, Might and Magic и других подобных.